# Élections présidentielles sous la Cinquième République dans la Drôme
Depuis l'adoption de la Constitution de la Cinquième République française en 1958, dix élections présidentielles ont eu lieu afin d'élire le président de la République. Cette page présente les résultats de ces élections dans la Drôme.

## Synthèse des résultats du second tour
Jusqu'en 1981 la Drôme a voté moins à droite que la France. La tendance s'inverse en 1995 jusqu'à 2012 où le département place Nicolas Sarkozy devant François Hollande. En 2017 Emmanuel Macron obtient 3,5 points de moins qu'au niveau national.
| 2022 | Emmanuel Macron (55,72 %) (France : 58,55 %) | Marine Le Pen (44,28 %) (France : 41,45 %) | 74,73 % (France : 71,99 %) | 2,04 % (France : 6,23 %) |

| 2017 | Emmanuel Macron (62,62 %) (France : 66,10 %) | Marine Le Pen (37,38 %) (France : 33,90 %) | 77,78 % (France : 77,77 %) | 2,04 % (France : 2,47 %) |

| 2012 | François Hollande (49,18 %) (France : 51,64 %) | Nicolas Sarkozy (50,82 %) (France : 48,36 %) | 83,13 % (France : 80,35 %) | 1,79 % (France : 5,82 %) |

| 2007 | Nicolas Sarkozy (54,88 %) (France : 53,06 %) | Ségolène Royal (45,12 %) (France : 46,94 %) | 86,24 % (France : 83,97 %) | 1,37 % (France : 4,20 %) |

| 2002 | Jacques Chirac (79,29 %) (France : 82,21 %) | J.-M. Le Pen (20,71 %) (France : 17,79 %) | 74,67 % (France : 79,71 %) | 3,31 % (France : 3,38 %) |

| 1995 | Jacques Chirac (52,82 %) (France : 52,64 %) | Lionel Jospin (47,18 %) (France : 47,36 %) | 80,07 % (France : 78,38 %) | 2,93 % (France : 2,81 %) |

| 1988 | François Mitterrand (52,48 %) (France : 54,02 %) | Jacques Chirac (47,52 %) (France : 45,98 % %) | 82,14 % (France : 81,35 %) | 2,02 % (France : 2,00 %) |

| 1981 | François Mitterrand (54,24 %) (France : 51,76 %) | Valéry Giscard d'Estaing (45,76 %) (France : 48,24 %) | 80,2 % (France : 81,09 %) | 1,77 % (France : 1,62 %) |

| 1974 | Valéry Giscard d'Estaing (48,15 %) (France : 50,81 %) | François Mitterrand (51,85 %) (France : 49,19 %) | 84,38 % (France : 84,23 %) | 0,88 % (France : 0,92 %) |

| 1969 | Georges Pompidou (50,65 %) (France : 58,21 %) | Alain Poher (49,35 %) (France : 41,79 %) | 75,71 % (France : 77,59 %) | 1,16 % (France : 1,29 %) |

| 1965 | Charles de Gaulle (50,72 %) (France : 55,20 %) | François Mitterrand (49,28 %) (France : 44,80 %) | 83,39 % (France : 84,75 %) | 0,92 % (France : 1,01 %) |

|  | ▲ |

## Résultats détaillés par scrutin

### 2022
Arrivé en tête du premier tour, le président sortant Emmanuel Macron (27,85 %) affronte Marine Le Pen (23,15 %), un duel identique à celui du scrutin de 2017. C'est la deuxième fois qu'un second tour opposant les mêmes candidats à deux scrutins présidentiels consécutifs a lieu après ceux où se sont affrontés Valéry Giscard d'Estaing et François Mitterrand en 1974 et 1981.
En troisième position avec 21,95 % des voix, Jean-Luc Mélenchon réalise le score le plus élevé de ses trois candidatures et arrive largement en tête de la gauche, mais échoue à accéder au second tour, avec environ 400 000 voix de moins que Marine Le Pen.
Une nouvelle fois, les partis politiques traditionnels sont absents du second tour, dans des proportions encore plus importantes que lors de la précédente élection. Le Parti socialiste et Les Républicains, représentés respectivement par Anne Hidalgo et Valérie Pécresse, s'effondrent avec des scores historiquement faibles et n'atteignent pas le seuil des 5 %, condition permettant d'être remboursé des frais de campagne.
Le second tour voit Emmanuel Macron l'emporter par 58,55 % des suffrages exprimés, permettant ainsi au président sortant d'entamer un second mandat. Le septennat ayant été aboli en 2000, il devient ainsi le premier président de la République française à être réélu pour un deuxième quinquennat, le deuxième président de la Cinquième République réélu hors période de cohabitation et le quatrième président de la Cinquième République réélu.
Dans la Drôme, Emmanuel Macron arrive en tête du premier tour avec 24,% des exprimés, suivi de Marine Le Pen  (24,22 %), Jean-Luc Mélenchon (22,39%) et Éric Zemmour (7,55 %). Au second tour, les électeurs ont voté à 55,72 % pour Emmanuel Macron contre 44,28 % pour Marine Le Pen avec un taux de participation de 74,73 % des inscrits.
| Candidats                | Candidats                | Partis                   | Premier tour | Premier tour | Second tour | Second tour |
| Candidats                | Candidats                | Partis                   | Voix         | %            | Voix        | %           |
| ------------------------ | ------------------------ | ------------------------ | ------------ | ------------ | ----------- | ----------- |
|                          | Emmanuel Macron          | LREM                     | 72 228       | 24,78        | 143 697     | 55,72       |
|                          | Marine Le Pen            | RN                       | 70 574       | 24,22        | 114 217     | 44,28       |
|                          | Jean-Luc Mélenchon       | LFI                      | 65 258       | 22,39        |             |             |
|                          | Éric Zemmour             | REC                      | 22 010       | 7,55         |             |             |
|                          | Yannick Jadot            | EELV                     | 14 234       | 4,88         |             |             |
|                          | Valérie Pécresse         | LR                       | 13 204       | 4,53         |             |             |
|                          | Jean Lassalle            | RES                      | 9 945        | 3,41         |             |             |
|                          | Nicolas Dupont-Aignan    | DLF                      | 7 758        | 2,66         |             |             |
|                          | Fabien Roussel           | PCF                      | 6 752        | 2,32         |             |             |
|                          | Anne Hidalgo             | PS                       | 5 311        | 1,82         |             |             |
|                          | Philippe Poutou          | NPA                      | 2 109        | 0,72         |             |             |
|                          | Nathalie Arthaud         | LO                       | 2 041        | 0,70         |             |             |
|                          |                          |                          |              |              |             |             |
| Votes valides            | Votes valides            | Votes valides            | 291 424      | 97,83        | 257 914     | 90,28       |
| Votes blancs             | Votes blancs             | Votes blancs             | 4 577        | 1,54         | 285 696     | 7,39        |
| Votes nuls               | Votes nuls               | Votes nuls               | 1 898        | 0,64         | 6 666       | 2,33        |
| Total                    | Total                    | Total                    | 297 899      | 100          | 285 696     | 100         |
| Abstention               | Abstention               | Abstention               | 84 289       | 22,05        | 96 584      | 25,27       |
| Inscrits / participation | Inscrits / participation | Inscrits / participation | 382 188      | 77,95        | 382 280     | 74,73       |

### 2017
Le premier tour de l'élection présidentielle de 2017 voit s'affronter onze candidats. Emmanuel Macron arrive en tête devant Marine Le Pen et tous deux se qualifient pour le second tour. Néanmoins, avec François Fillon et Jean-Luc Mélenchon, les scores des quatre candidats ayant recueilli le plus de voix sont serrés (4,43 points entre le 1er et le 4e). Pour la première fois, aucun des candidats des deux partis politiques pourvoyeurs jusque-là des présidents de la Ve République, n'est présent au second tour. Celui-ci se tient le dimanche 7 mai et se solde par la victoire d'Emmanuel Macron, avec un total de 20 753 798 bulletins de vote en sa faveur, soit 66,10 % des suffrages exprimés, face à la candidate du Front national, qui recueille 33,90 %. Le scrutin est néanmoins marqué par une forte abstention et par un record de votes blancs ou nuls. 
Dans la Drôme, Marine Le Pen arrive en tête du premier tour avec 23,9 % des exprimés, suivie de Emmanuel Macron (21,88 %), Jean-Luc Mélenchon (20,1 %), François Fillon (18,5 %) et Benoît Hamon (6,02 %). Au second tour, les électeurs ont voté à 62,62 % pour Emmanuel Macron contre 37,38 % pour Marine Le Pen avec un taux de participation de 77,78 % des inscrits.
|             | FN          | Marine Le Pen         | 68 996  | 23,9 %     | 94 312  | 37,38 %    |  |  |
|             | EM          | Emmanuel Macron       | 63 164  | 21,88 %    | 157 992 | 62,62 %    |  |  |
|             | LFi         | Jean-Luc Mélenchon    | 58 037  | 20,1 %     |         |            |  |  |
|             | LR          | François Fillon       | 53 403  | 18,5 %     |         |            |  |  |
|             | PS          | Benoît Hamon          | 17 385  | 6,02 %     |         |            |  |  |
|             | DlF         | Nicolas Dupont-Aignan | 14 997  | 5,19 %     |         |            |  |  |
|             | RES         | Jean Lassalle         | 3 868   | 1,34 %     |         |            |  |  |
|             | NPA         | Philippe Poutou       | 3 174   | 1,1 %      |         |            |  |  |
|             | UPR         | François Asselineau   | 2 988   | 1,03 %     |         |            |  |  |
|             | LO          | Nathalie Arthaud      | 2 196   | 0,76 %     |         |            |  |  |
|             | SeP         | Jacques Cheminade     | 533     | 0,18 %     |         |            |  |  |
|             |             |                       |         |            |         |            |  |  |
|             |             |                       | Nombre  | % inscrits | Nombre  | % inscrits |  |  |
| Inscrits    | Inscrits    | Inscrits              | 369 489 |            | 369 462 |            |  |  |
| Abstentions | Abstentions | Abstentions           | 73 210  | 19,81 %    | 82 109  | 22,22 %    |  |  |
| Votants     | Votants     | Votants               | 296 279 | 80,19 %    | 287 353 | 77,78 %    |  |  |
|             |             |                       |         |            |         |            |  |  |
|             |             |                       |         | % votants  |         | % votants  |  |  |
| Blancs      | Blancs      | Blancs                | 5 470   | 1,48 %     | 26 411  | 7,15 %     |  |  |
| Nuls        | Nuls        | Nuls                  | 2 068   | 0,56 %     | 8 638   | 2,34 %     |  |  |
| Exprimés    | Exprimés    | Exprimés              | 288 741 | 78,15 %    | 252 304 | 68,29 %    |  |  |

### 2012
Hollande, désigné par le PS à la suite d'une primaire ouverte, devance Sarkozy dès le premier tour de l'élection présidentielle de 2012 : c'est la première fois qu'un président sortant est ainsi devancé. Au second tour, Sarkozy est battu mais par un écart plus faible qu'attendu.
Dans la Drôme, Nicolas Sarkozy arrive en tête du premier tour avec 26,12 % des exprimés, suivi de François Hollande (25,05 %), Marine Le Pen (20,96 %), Jean-Luc Mélenchon (12,1 %) et François Bayrou (8,88 %). Au second tour, les électeurs ont voté à 49,18 % pour François Hollande contre 50,82 % pour Nicolas Sarkozy avec un taux de participation de 82,97 % des inscrits.
|                | UMP            | Nicolas Sarkozy       | 75 291  | 26,12 %    | 139 436 | 50,82 %    |  |  |
|                | PS             | François Hollande     | 72 207  | 25,05 %    | 134 959 | 49,18 %    |  |  |
|                | FN             | Marine Le Pen         | 60 424  | 20,96 %    |         |            |  |  |
|                | FG             | Jean-Luc Mélenchon    | 34 877  | 12,1 %     |         |            |  |  |
|                | MoDem          | François Bayrou       | 25 610  | 8,88 %     |         |            |  |  |
|                | EELV           | Éva Joly              | 8 263   | 2,87 %     |         |            |  |  |
|                | DLF            | Nicolas Dupont-Aignan | 5 578   | 1,94 %     |         |            |  |  |
|                | NPA            | Philippe Poutou       | 3 187   | 1,11 %     |         |            |  |  |
|                | LO             | Nathalie Arthaud      | 2 057   | 0,71 %     |         |            |  |  |
|                | S&P            | Jacques Cheminade     | 759     | 0,26 %     |         |            |  |  |
|                |                |                       |         |            |         |            |  |  |
|                |                |                       | Nombre  | % inscrits | Nombre  | % inscrits |  |  |
| Inscrits       | Inscrits       | Inscrits              | 353 056 |            | 353 114 |            |  |  |
| Abstentions    | Abstentions    | Abstentions           | 59 555  | 16,87 %    | 60 130  | 17,03 %    |  |  |
| Votants        | Votants        | Votants               | 293 501 | 83,13 %    | 292 984 | 82,97 %    |  |  |
|                |                |                       |         |            |         |            |  |  |
|                |                |                       |         | % votants  |         | % votants  |  |  |
| Blancs ou nuls | Blancs ou nuls | Blancs ou nuls        | 5 248   | 1,79 %     | 18 589  | 6,34 %     |  |  |
| Exprimés       | Exprimés       | Exprimés              | 288 253 | 98,21 %    | 274 395 | 98,21 %    |  |  |

### 2007
Au premier tour de l'élection présidentielle de 2007, Sarkozy réussit à capter une partie des voix de Le Pen et arrive largement en tête. Royal est la première femme qualifiée pour le second tour d'une élection présidentielle. Elle est battue avec une avance de 6 points.
Dans la Drôme, Nicolas Sarkozy arrive en tête du premier tour avec 29,93 % des exprimés, suivi de Ségolène Royal (24,23 %), François Bayrou (18,55 %), Jean-Marie Le Pen (11,96 %) et Olivier Besancenot (4,14 %). Au second tour, les électeurs ont voté à 54,88 % pour Nicolas Sarkozy contre 45,12 % pour Ségolène Royal avec un taux de participation de 86 % des inscrits.
|                | UMP            | Nicolas Sarkozy      | 86 063  | 29,93 %    | 152 482 | 54,88 %    |  |  |
|                | PS             | Ségolène Royal       | 69 685  | 24,23 %    | 125 384 | 45,12 %    |  |  |
|                | UDF            | François Bayrou      | 53 336  | 18,55 %    |         |            |  |  |
|                | FN             | Jean-Marie Le Pen    | 34 402  | 11,96 %    |         |            |  |  |
|                | LCR            | Olivier Besancenot   | 11 895  | 4,14 %     |         |            |  |  |
|                | MPF            | Philippe de Villiers | 7 337   | 2,55 %     |         |            |  |  |
|                | Les Verts      | Dominique Voynet     | 5 351   | 1,86 %     |         |            |  |  |
|                | GPA            | Marie-George Buffet  | 5 307   | 1,85 %     |         |            |  |  |
|                | SE             | José Bové            | 5 025   | 1,75 %     |         |            |  |  |
|                | CPNT           | Frédéric Nihous      | 4 734   | 1,65 %     |         |            |  |  |
|                | LO             | Arlette Laguiller    | 3 278   | 1,14 %     |         |            |  |  |
|                | CNRSP          | Gérard Schivardi     | 1 177   | 0,41 %     |         |            |  |  |
|                |                |                      |         |            |         |            |  |  |
|                |                |                      | Nombre  | % inscrits | Nombre  | % inscrits |  |  |
| Inscrits       | Inscrits       | Inscrits             | 338 089 |            | 338 120 |            |  |  |
| Abstentions    | Abstentions    | Abstentions          | 46 511  | 13,76 %    | 47 344  | 14 %       |  |  |
| Votants        | Votants        | Votants              | 291 578 | 86,24 %    | 290 776 | 86 %       |  |  |
|                |                |                      |         |            |         |            |  |  |
|                |                |                      |         | % votants  |         | % votants  |  |  |
| Blancs ou nuls | Blancs ou nuls | Blancs ou nuls       | 3 988   | 1,37 %     | 12 910  | 4,44 %     |  |  |
| Exprimés       | Exprimés       | Exprimés             | 287 590 | 98,63 %    | 277 866 | 95,56 %    |  |  |

### 2002
Après cinq années de cohabitation, un duel est attendu entre Chirac et le Premier ministre Jospin lors de l'élection présidentielle de 2002, mais, à la surprise générale, ce dernier est devancé par Le Pen au premier tour. Au second tour, Chirac bénéficie du ralliement de la gauche et reçoit un score sans précédent. Il s'agit de la première élection pour un mandat de cinq ans et non plus sept.
Dans la Drôme, Jean-Marie  Le Pen arrive en tête du premier tour avec 20,8 % des exprimés, suivi de Jacques  Chirac (15,91 %), Lionel  Jospin (13,95 %), François Bayrou (6,94 %) et Jean-Pierre  Chevenement (5,97 %). Au second tour, les électeurs ont voté à 79,29 % pour Jacques  Chirac contre 20,71 % pour Jean-Marie  Le Pen avec un taux de participation de 82,06 % des inscrits.
|                | FN             | Jean-Marie Le Pen       | 46 484  | 20,8 %     | 49 650  | 20,71 %    |  |  |
|                | RPR            | Jacques Chirac          | 35 553  | 15,91 %    | 190 048 | 79,29 %    |  |  |
|                | PS             | Lionel Jospin           | 31 172  | 13,95 %    |         |            |  |  |
|                | UDF            | François Bayrou         | 15 518  | 6,94 %     |         |            |  |  |
|                | MC             | Jean-Pierre Chevènement | 13 353  | 5,97 %     |         |            |  |  |
|                | Les Verts      | Noël Mamère             | 12 859  | 5,75 %     |         |            |  |  |
|                | CPNT           | Jean Saint-Josse        | 11 289  | 5,05 %     |         |            |  |  |
|                | LO             | Arlette Laguiller       | 10 947  | 4,9 %      |         |            |  |  |
|                | LCR            | Olivier Besancenot      | 10 005  | 4,48 %     |         |            |  |  |
|                | DL             | Alain Madelin           | 8 399   | 3,76 %     |         |            |  |  |
|                | PC             | Robert Hue              | 6 963   | 3,12 %     |         |            |  |  |
|                | MNR            | Bruno Mégret            | 6 577   | 2,94 %     |         |            |  |  |
|                | PRG            | Christiane Taubira      | 4 787   | 2,14 %     |         |            |  |  |
|                | Cap21          | Corinne Lepage          | 4 499   | 2,01 %     |         |            |  |  |
|                | FRS            | Christine Boutin        | 4 149   | 1,86 %     |         |            |  |  |
|                | PT             | Daniel Gluckstein       | 955     | 0,43 %     |         |            |  |  |
|                |                |                         |         |            |         |            |  |  |
|                |                |                         | Nombre  | % inscrits | Nombre  | % inscrits |  |  |
| Inscrits       | Inscrits       | Inscrits                | 309 557 |            | 309 535 |            |  |  |
| Abstentions    | Abstentions    | Abstentions             | 78 403  | 25,33 %    | 55 534  | 17,94 %    |  |  |
| Votants        | Votants        | Votants                 | 231 154 | 74,67 %    | 254 001 | 82,06 %    |  |  |
|                |                |                         |         |            |         |            |  |  |
|                |                |                         |         | % votants  |         | % votants  |  |  |
| Blancs ou nuls | Blancs ou nuls | Blancs ou nuls          | 7 645   | 3,31 %     | 14 303  | 5,63 %     |  |  |
| Exprimés       | Exprimés       | Exprimés                | 223 509 | 96,69 %    | 239 698 | 94,37 %    |  |  |

### 1995
Après une nouvelle cohabitation et alors que la droite est particulièrement divisée entre Chirac et le Premier ministre Balladur, Jospin réussit à arriver en tête au premier tour de l'élection présidentielle de 1995, malgré la très lourde défaite de la gauche aux législatives de 1993. Au second tour, il est battu par Chirac.
Dans la Drôme, Lionel Jospin arrive en tête du premier tour avec 23,4 % des exprimés, suivi de Édouard Balladur (18,72 %), Jean-Marie Le Pen (17,36 %), Jacques Chirac (16,96 %) et Robert Hue (8,16 %). Au second tour, les électeurs ont voté à 52,82 % pour Jacques Chirac contre 47,18 % pour Lionel Jospin avec un taux de participation de 81,36 % des inscrits.
|                | PS             | Lionel Jospin        | 53 162  | 23,4 %     | 104 649 | 47,18 %    |  |  |
|                | RPR            | Édouard Balladur     | 42 532  | 18,72 %    |         |            |  |  |
|                | FN             | Jean-Marie Le Pen    | 39 438  | 17,36 %    |         |            |  |  |
|                | RPR            | Jacques Chirac       | 38 526  | 16,96 %    | 117 174 | 52,82 %    |  |  |
|                | PC             | Robert Hue           | 18 543  | 8,16 %     |         |            |  |  |
|                | MPF            | Philippe de Villiers | 12 475  | 5,49 %     |         |            |  |  |
|                | LO             | Arlette Laguiller    | 11 957  | 5,26 %     |         |            |  |  |
|                | Les Verts      | Dominique Voynet     | 9 845   | 4,33 %     |         |            |  |  |
|                | S&P            | Jacques Cheminade    | 714     | 0,31 %     |         |            |  |  |
|                |                |                      |         |            |         |            |  |  |
|                |                |                      | Nombre  | % inscrits | Nombre  | % inscrits |  |  |
| Inscrits       | Inscrits       | Inscrits             | 292 297 |            | 292 163 |            |  |  |
| Abstentions    | Abstentions    | Abstentions          | 58 243  | 19,93 %    | 54 462  | 18,64 %    |  |  |
| Votants        | Votants        | Votants              | 234 054 | 80,07 %    | 237 701 | 81,36 %    |  |  |
|                |                |                      |         |            |         |            |  |  |
|                |                |                      |         | % votants  |         | % votants  |  |  |
| Blancs ou nuls | Blancs ou nuls | Blancs ou nuls       | 6 862   | 2,93 %     | 15 878  | 6,68 %     |  |  |
| Exprimés       | Exprimés       | Exprimés             | 227 192 | 97,07 %    | 221 823 | 93,32 %    |  |  |

### 1988
Après deux ans de cohabitation, Mitterrand affronte le Premier ministre Chirac lors de l'élection présidentielle de 1988. Le Pen obtient au premier tour un score jusque-là sans précédent pour un parti d'extrême droite. Au second tour, Mitterrand est facilement réélu.
Dans la Drôme, François Mitterrand arrive en tête du premier tour avec 31,61 % des exprimés, suivi de Jacques Chirac (18,34 %), Raymond Barre (17,11 %), Jean-Marie Le Pen (16,7 %) et André Lajoinie (6,38 %). Au second tour, les électeurs ont voté à 52,48 % pour François Mitterrand contre 47,52 % pour Jacques Chirac avec un taux de participation de 85,17 % des inscrits.
|                | PS                    | François Mitterrand | 69 913  | 31,61 %    | 118 236 | 52,48 %    |  |  |
|                | RPR                   | Jacques Chirac      | 40 569  | 18,34 %    | 107 066 | 47,52 %    |  |  |
|                | SE                    | Raymond Barre       | 37 840  | 17,11 %    |         |            |  |  |
|                | FN                    | Jean-Marie Le Pen   | 36 938  | 16,7 %     |         |            |  |  |
|                | PC                    | André Lajoinie      | 14 120  | 6,38 %     |         |            |  |  |
|                | Les Verts             | Antoine Waechter    | 10 130  | 4,58 %     |         |            |  |  |
|                | Communiste rénovateur | Pierre Juquin       | 6 547   | 2,96 %     |         |            |  |  |
|                | LO                    | Arlette Laguiller   | 4 292   | 1,94 %     |         |            |  |  |
|                | MPT                   | Pierre Boussel      | 847     | 0,38 %     |         |            |  |  |
|                |                       |                     |         |            |         |            |  |  |
|                |                       |                     | Nombre  | % inscrits | Nombre  | % inscrits |  |  |
| Inscrits       | Inscrits              | Inscrits            | 274 836 |            | 274 955 |            |  |  |
| Abstentions    | Abstentions           | Abstentions         | 49 084  | 17,86 %    | 40 772  | 14,83 %    |  |  |
| Votants        | Votants               | Votants             | 225 752 | 82,14 %    | 234 183 | 85,17 %    |  |  |
|                |                       |                     |         |            |         |            |  |  |
|                |                       |                     |         | % votants  |         | % votants  |  |  |
| Blancs ou nuls | Blancs ou nuls        | Blancs ou nuls      | 4 556   | 2,02 %     | 8 881   | 3,79 %     |  |  |
| Exprimés       | Exprimés              | Exprimés            | 221 196 | 97,98 %    | 225 302 | 96,21 %    |  |  |

### 1981
Lors de l'élection présidentielle de 1981, Giscard d'Estaing arrive en tête au premier tour et affronte, comme la fois précédente, Mitterrand. Pour la première fois, un président sortant est battu : Mitterrand devient le premier président de gauche de la Ve République.
Dans la Drôme, François Mitterrand arrive en tête du premier tour avec 28,25 % des exprimés, suivi de Valéry Giscard d'Estaing (27,21 %), Jacques Chirac (15,48 %), Georges Marchais (15,03 %) et Brice Lalonde (4,79 %). Au second tour, les électeurs ont voté à 51,85 % pour François Mitterrand contre 45,76 % pour Valéry Giscard d'Estaing avec un taux de participation de 86,28 % des inscrits.
|                | PS             | François Mitterrand      | 57 146  | 28,25 %    | 116 542 | 54,24 %    |  |  |
|                | UDF            | Valéry Giscard d'Estaing | 55 028  | 27,21 %    | 98 328  | 45,76 %    |  |  |
|                | RPR            | Jacques Chirac           | 31 319  | 15,48 %    |         |            |  |  |
|                | PC             | Georges Marchais         | 30 399  | 15,03 %    |         |            |  |  |
|                | MEP            | Brice Lalonde            | 9 691   | 4,79 %     |         |            |  |  |
|                | LO             | Arlette Laguiller        | 5 043   | 2,49 %     |         |            |  |  |
|                | MRG            | Michel Crépeau           | 4 191   | 2,07 %     |         |            |  |  |
|                | Divers droite  | Michel Debré             | 3 787   | 1,87 %     |         |            |  |  |
|                | PSU            | Huguette Bouchardeau     | 2 869   | 1,42 %     |         |            |  |  |
|                | Divers droite  | Marie-France Garaud      | 2 798   | 1,38 %     |         |            |  |  |
|                |                |                          |         |            |         |            |  |  |
|                |                |                          | Nombre  | % inscrits | Nombre  | % inscrits |  |  |
| Inscrits       | Inscrits       | Inscrits                 | 256 757 |            | 256 733 |            |  |  |
| Abstentions    | Abstentions    | Abstentions              | 50 842  | 19,8 %     | 35 215  | 13,72 %    |  |  |
| Votants        | Votants        | Votants                  | 205 915 | 80,2 %     | 221 518 | 86,28 %    |  |  |
|                |                |                          |         |            |         |            |  |  |
|                |                |                          |         | % votants  |         | % votants  |  |  |
| Blancs ou nuls | Blancs ou nuls | Blancs ou nuls           | 3 644   | 1,77 %     | 6 648   | 3 %        |  |  |
| Exprimés       | Exprimés       | Exprimés                 | 202 271 | 98,23 %    | 214 870 | 97 %       |  |  |

### 1974
L'élection présidentielle de 1974 est une élection anticipée à la suite de la mort de Pompidou. Mitterrand, candidat unique de la gauche, est largement en tête au premier tour devant Giscard d'Estaing, qui distance lui-même Chaban-Delmas. Au terme d'une campagne animée, marquée par un débat télévisé tendu, Giscard d'Estaing l'emporte avec une très courte avance.
Dans la Drôme, François Mitterrand arrive en tête du premier tour avec 45,82 % des exprimés, suivi de Valéry Giscard d'Estaing (30,05 %), Jacques Chaban-Delmas (14,94 %), Jean Royer (2,72 %) et Arlette Laguiller (2,71 %). Au second tour, les électeurs ont voté à 51,85 % pour François Mitterrand contre 48,15 % pour Valéry Giscard d'Estaing avec un taux de participation de 88,22 % des inscrits.
|                | PS             | François Mitterrand       | 81 167  | 45,82 %    | 95 647  | 51,85 %    |  |  |
|                | RI             | Valéry Giscard d'Estaing' | 53 237  | 30,05 %    | 88 836  | 48,15 %    |  |  |
|                | UDR            | Jacques Chaban-Delmas     | 26 473  | 14,94 %    |         |            |  |  |
|                | SE             | Jean Royer                | 4 820   | 2,72 %     |         |            |  |  |
|                | LO             | Arlette Laguiller         | 4 799   | 2,71 %     |         |            |  |  |
|                | SE, écologiste | René Dumont               | 2 705   | 1,53 %     |         |            |  |  |
|                | FN             | Jean-Marie Le Pen         | 1 480   | 0,84 %     |         |            |  |  |
|                | MDSF           | Émile Muller              | 1 025   | 0,58 %     |         |            |  |  |
|                | FCR            | Alain Krivine             | 685     | 0,39 %     |         |            |  |  |
|                | NAR            | Bertrand Renouvin         | 385     | 0,22 %     |         |            |  |  |
|                | MFE            | Jean-Claude Sebag         | 256     | 0,14 %     |         |            |  |  |
|                |                |                           |         |            |         |            |  |  |
|                |                |                           | Nombre  | % inscrits | Nombre  | % inscrits |  |  |
| Inscrits       | Inscrits       | Inscrits                  | 211 817 |            | 211 807 |            |  |  |
| Abstentions    | Abstentions    | Abstentions               | 33 093  | 15,62 %    | 24 942  | 11,78 %    |  |  |
| Votants        | Votants        | Votants                   | 178 724 | 84,38 %    | 186 865 | 88,22 %    |  |  |
|                |                |                           |         |            |         |            |  |  |
|                |                |                           |         | % votants  |         | % votants  |  |  |
| Blancs ou nuls | Blancs ou nuls | Blancs ou nuls            | 1 566   | 0,88 %     | 2 382   | 1,27 %     |  |  |
| Exprimés       | Exprimés       | Exprimés                  | 177 158 | 99,12 %    | 184 483 | 98,73 %    |  |  |

### 1969
L'élection présidentielle de 1969 est une élection anticipée à la suite de la démission de De Gaulle. La gauche se lance désunie dans la course et, bien que Duclos (PCF) manque de le devancer, c'est le président par intérim Poher qui accède au second tour face à l'ex-Premier ministre Pompidou. Alors que Duclos refuse d'appeler à voter au second tour pour « bonnet blanc ou blanc bonnet », Pompidou est finalement largement élu.
Dans la Drôme, Georges Pompidou arrive en tête du premier tour avec 39,53 % des exprimés, suivi de Alain Poher (26,54 %), Jacques Duclos (21,78 %), Gaston Defferre (5,35 %) et Michel Rocard (4,02 %). Au second tour, les électeurs ont voté à 50,65 % pour Georges Pompidou contre 49,35 % pour Alain Poher avec un taux de participation de 70,61 % des inscrits.
|                | UDR            | Georges Pompidou | 60 083  | 39,53 %    | 68 129  | 50,65 %    |  |  |
|                | CD             | Alain Poher      | 40 342  | 26,54 %    | 66 381  | 49,35 %    |  |  |
|                | PC             | Jacques Duclos   | 33 115  | 21,78 %    |         |            |  |  |
|                | SFIO           | Gaston Defferre  | 8 125   | 5,35 %     |         |            |  |  |
|                | PSU            | Michel Rocard    | 6 114   | 4,02 %     |         |            |  |  |
|                | SE             | Louis Ducatel    | 2 523   | 1,66 %     |         |            |  |  |
|                | LC             | Alain Krivine    | 1 707   | 1,12 %     |         |            |  |  |
|                |                |                  |         |            |         |            |  |  |
|                |                |                  | Nombre  | % inscrits | Nombre  | % inscrits |  |  |
| Inscrits       | Inscrits       | Inscrits         | 203 138 |            | 203 045 |            |  |  |
| Abstentions    | Abstentions    | Abstentions      | 49 344  | 24,29 %    | 59 673  | 29,39 %    |  |  |
| Votants        | Votants        | Votants          | 153 794 | 75,71 %    | 143 372 | 70,61 %    |  |  |
|                |                |                  |         |            |         |            |  |  |
|                |                |                  |         | % votants  |         | % votants  |  |  |
| Blancs ou nuls | Blancs ou nuls | Blancs ou nuls   | 1 785   | 1,16 %     | 8 862   | 6,18 %     |  |  |
| Exprimés       | Exprimés       | Exprimés         | 152 009 | 98,84 %    | 134 510 | 93,82 %    |  |  |

### 1965
L'élection présidentielle de 1965 est la première élection au suffrage universel direct à la suite du référendum d'octobre 1962. De Gaulle est mis en ballottage, à la surprise générale, par Mitterrand, candidat unique de la gauche. La campagne du second tour est axée sur l'Europe et les relations internationales ainsi que sur l'armement nucléaire. De Gaulle est finalement réélu avec une large avance.
Dans la Drôme, Charles de Gaulle arrive en tête du premier tour avec 39,53 % des exprimés, suivi de François Mitterrand (34,92 %), Jean Lecanuet (14,75 %), Jean-Louis Tixier-Vignancour (6,58 %) et Marcel Barbu (2,11 %). Au second tour, les électeurs ont voté à 50,72 % pour Charles de Gaulle contre 49,28 % pour François Mitterrand avec un taux de participation de 83,1 % des inscrits.
|                | UNR            | Charles de Gaulle            | 63 808  | 39,53 %    | 79 986  | 50,72 %    |  |  |
|                | CIR            | François Mitterrand          | 56 367  | 34,92 %    | 77 721  | 49,28 %    |  |  |
|                | MRP            | Jean Lecanuet                | 23 813  | 14,75 %    |         |            |  |  |
|                | SE             | Jean-Louis Tixier-Vignancour | 10 613  | 6,58 %     |         |            |  |  |
|                | SE             | Marcel Barbu                 | 3 408   | 2,11 %     |         |            |  |  |
|                | PLE            | Pierre Marcilhacy            | 3 402   | 2,11 %     |         |            |  |  |
|                |                |                              |         |            |         |            |  |  |
|                |                |                              | Nombre  | % inscrits | Nombre  | % inscrits |  |  |
| Inscrits       | Inscrits       | Inscrits                     | 195 367 |            | 195 204 |            |  |  |
| Abstentions    | Abstentions    | Abstentions                  | 32 457  | 16,61 %    | 32 990  | 16,9 %     |  |  |
| Votants        | Votants        | Votants                      | 162 910 | 83,39 %    | 162 214 | 83,1 %     |  |  |
|                |                |                              |         |            |         |            |  |  |
|                |                |                              |         | % votants  |         | % votants  |  |  |
| Blancs ou nuls | Blancs ou nuls | Blancs ou nuls               | 1 499   | 0,92 %     | 4 507   | 2,78 %     |  |  |
| Exprimés       | Exprimés       | Exprimés                     | 161 411 | 99,08 %    | 157 707 | 97,22 %    |  |  |